# Mont-lès-Neufchâteau
Mont-lès-Neufchâteau település Franciaországban, Vosges megyében. Lakosainak száma 279 fő (2022. január 1.). Mont-lès-Neufchâteau Frebécourt, Fréville, Liffol-le-Grand, Midrevaux, Pargny-sous-Mureau, Sionne és Neufchâteau községekkel határos.

## Népesség
A település népességének változása:
| Lakosok száma | 301  | 301  | 306  | 300  | 301  | 302  | 300  | 291  | 279  |
|               | 2013 | 2015 | 2016 | 2017 | 2018 | 2019 | 2020 | 2021 | 2022 |